# Heliothodes sabulosa
Heliothodes sabulosa är en fjärilsart som beskrevs av Smith 1906. Heliothodes sabulosa ingår i släktet Heliothodes och familjen nattflyn. Inga underarter finns listade i Catalogue of Life.